# Ponte della Maddalena
Ponte della Maddalena (česky Most Máří Magdalény) je raně středověký kamenný most přes řeku Serchio v blízkosti obce Borgo a Mozzano v italské provincii Lucca postavený v 11. století. Je jeden z mnoha středověkých mostů, známých a nazývaných jako Ponte del Diavolo  (Ďáblův  most). V raném středověku se stal důležitým přechodem přes řeku Serchio na cestě Via Francigena, která vedla z Francie do Říma. Zároveň to bylo důležité středověké poutní místo. Most je pozoruhodné dílo středověkého stavitelství postavené pravděpodobně z pověření hraběnky Matyldy Toskánské v letech 1052 - 1115.
Kolem roku 1300 byl most restaurován pod vedením Castruccia Castracaniho. Most po rekonstrukci ve 14. století je popsán v románu Johna Sercambiho z Luccy. Kolem roku 1500 převzal jméno Ponte della Maddalena, z oratoře věnované Máří Magdaléně, jejíž socha stojí na východním břehu úpatí mostu.
V roce 1836 byl při povodni most těžce poškozen a v následujících letech podstoupil mnohé úpravy. K nejrozsáhlejší úpravě došlo počátkem 20. století, kdy byl přistavěn jeden oblouk na západním břehu. Důvodem byla železnice, která zde byla v tomto období vystavěna, most tím částečně pozměnil svůj raně středověký vzhled. Největší rozpětí kamenného oblouku je 37,8 metrů. Celková délka mostu dosahuje 95 metrů.